# Margaret Livingston

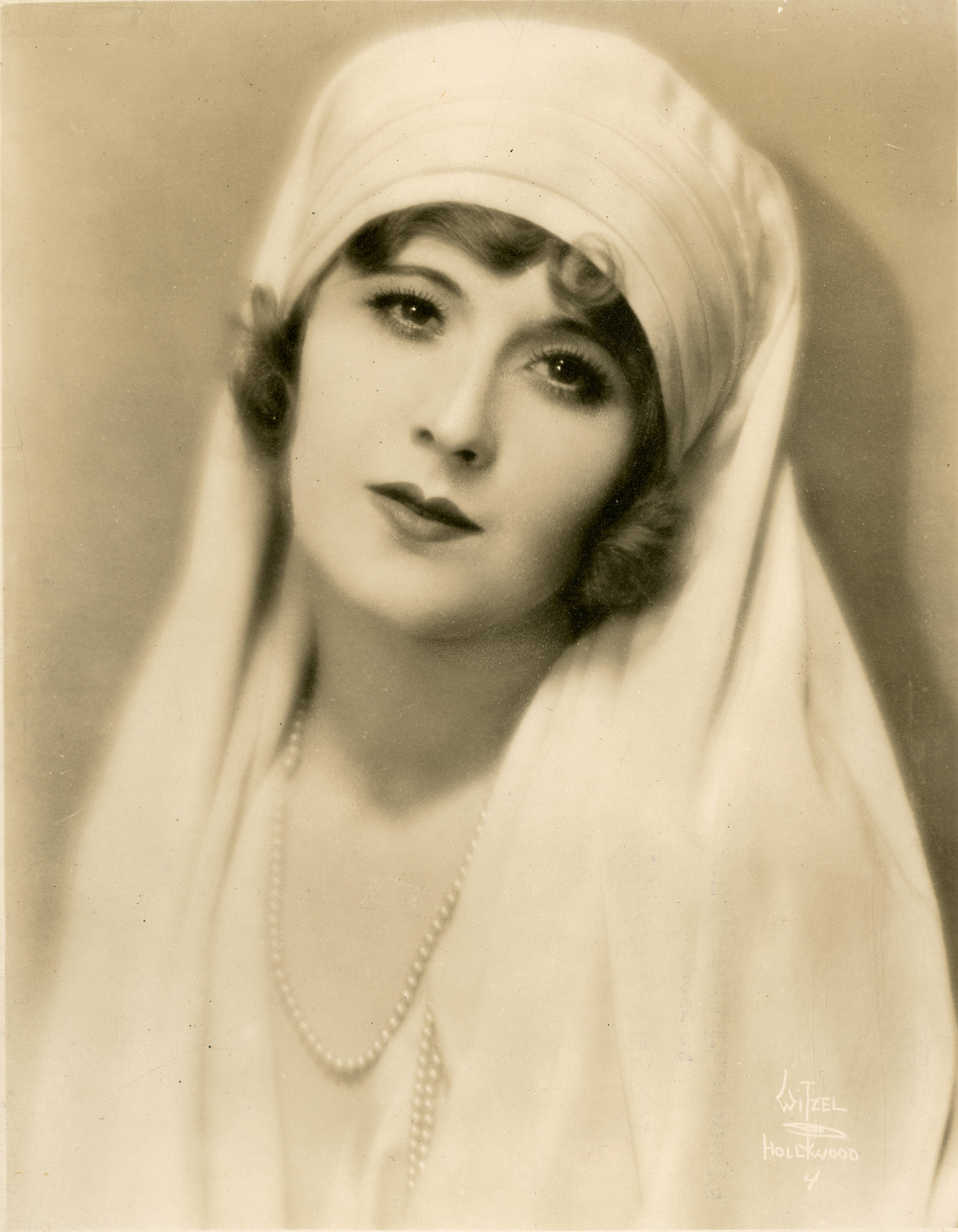
Margaret Livingston (1926)

Margaret Livingston (* 25. November 1895 in Salt Lake City, Utah; † 13. Dezember 1984 in Warrington, Pennsylvania) war eine US-amerikanische Filmschauspielerin.

## Leben
Margaret Livingston Anm. 1 kam in Salt Lake City als Tochter des schottischen Einwanderers John Livingston und dessen aus Stockholm stammender Ehefrau Eda zur Welt. Anders als andere Darstellerinnen ihrer Zeit, hatte sie vor ihrem Filmdebüt keinerlei Bühnenerfahrung gesammelt. In The Chain Invisible (1916) erschien die Schauspielerin, die anfangs noch unter ihrem Geburtsnamen Marguerite Livingston auftrat, erstmals auf der Leinwand. Sie wurde in den 1920er Jahren zu einer gefragten Darstellerin und war bis zum Ende der Stummfilmära in fast 50 Filmen zu sehen. Doch nur selten wurden der zierlichen, knapp 1,60 m großen Aktrice mit den kastanienbraunen Haaren und den dunklen Augen wie etwa in The Social Buccaneer (1923) Hauptrollen übertragen. Mehrfach spielte sie Verführerinnen europäischer Herkunft und wurde in His Private Life (1928) und Innocents of Paris (1929) als Französin eingesetzt.

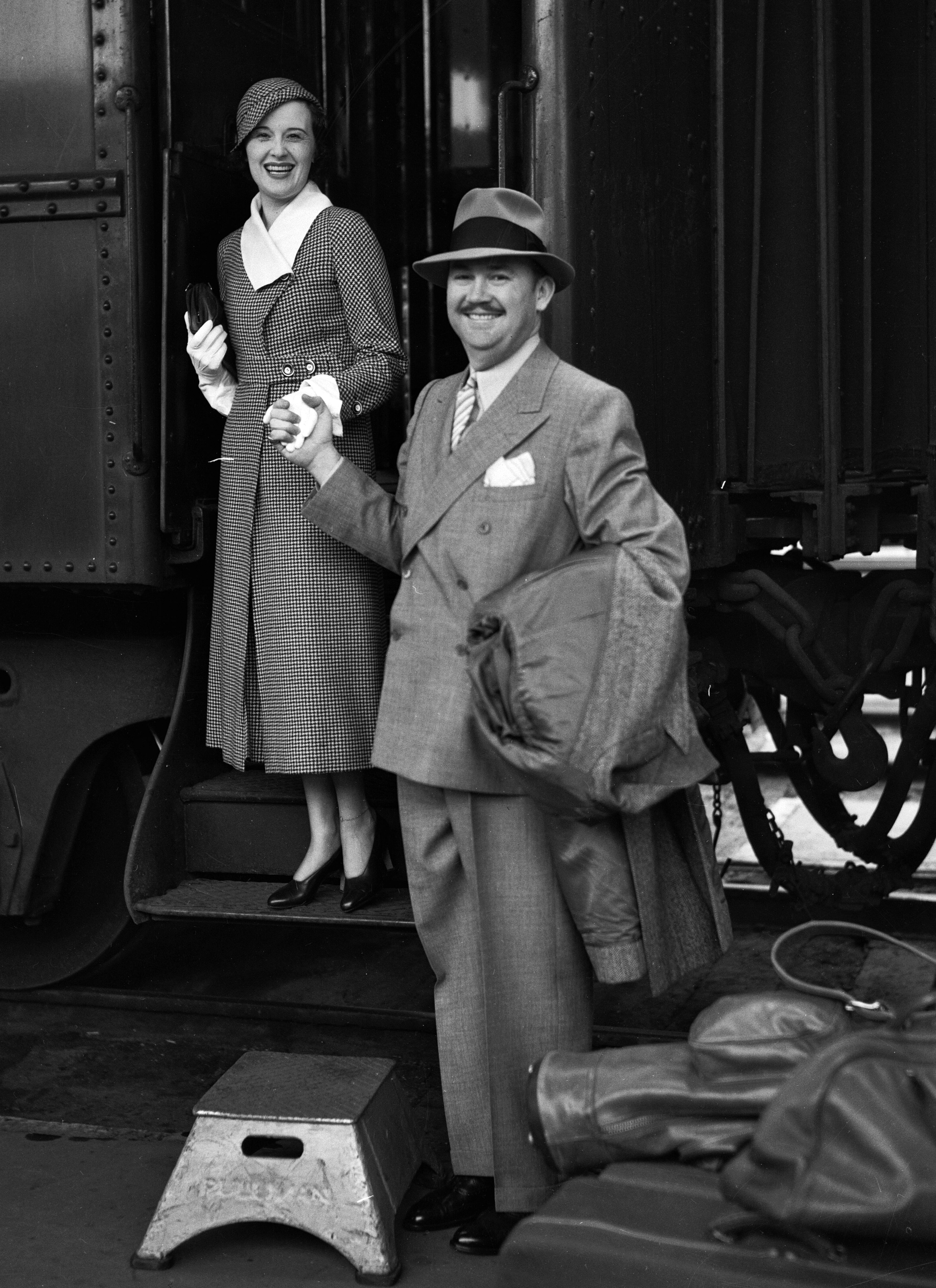
Margaret Livingston mit ihrem Mann Paul Whiteman (1932)

Im Gegensatz zu vielen anderen Stummfilmstars gelang ihr der Übergang zum Tonfilm mühelos. In Die Stimme aus dem Jenseits lieh sie Louise Brooks ihre Stimme, da sich diese geweigert hatte, an der Nachvertonung des ursprünglich stumm hergestellten Films mitzuwirken. Für die Tonfassung mussten einige Szenen neu gedreht werden, bei denen Livingston auch als Double für Brooks fungierte. Allerdings war sie hier nur von hinten oder von der Seite zu sehen. Margaret Livingston wirkte anschließend noch in etwa 20 Tonfilmproduktionen mit, ehe sie sich endgültig ins Privatleben zurückzog. 1934 drehte sie ihren letzten Spielfilm mit dem Titel The Social Register.
Da Livingston nur selten mit namhaften Regisseuren zusammenarbeitete, sind ihre Filme heute weitgehend vergessen. In Erinnerung blieb jedoch der eiskalte Vamp, den sie 1927 in Friedrich Wilhelm Murnaus Sonnenaufgang – Lied von zwei Menschen verkörperte.
Margaret Livingston war ab 1931 mit dem Jazzmusiker Paul Whiteman (1890–1967) verheiratet. Da sie keine Kinder bekommen konnte, adoptierte das Paar einen Jungen und drei Mädchen. 1933 veröffentlichte Livingston zusammen mit Co-Autorin Isabel Leighton das Buch Whiteman’s Burden, in dem sie beschreibt, wie es ihrem Mann gelang, 100 Pfund abzunehmen. Ihre Schwester Ivy (1894–1986) war ebenfalls als Schauspielerin tätig.

## Filmografie
- 1916: The Chain Invisible
- 1917: Alimony
- 1918: Within the Cup (ungenannt)
- 1919: The Busher
- 1919: All Wrong
- 1920: Haunting Shadows
- 1920: What’s Your Husband Doing?
- 1920: Water, Water Everywhere
- 1920: Hairpins
- 1920: The Brute Master
- 1920: The Parish Priest
- 1921: Lügende Lippen (Lying Lips)
- 1921: The Home Stretch
- 1921: Colorado Pluck
- 1921: Passing Through
- 1921: Eden and Return
- 1923: The Social Buccaneer
- 1923: Divorce
- 1924: Love’s Whirlpool
- 1924: Wandering Husbands
- 1924: Her Marriage Vow
- 1924: Butterfly
- 1924: The Chorus Lady
- 1925: Der elektrische Stuhl (Capital Punishment)
- 1925: Up the Ladder
- 1925: I’ll Show You the Town
- 1925: Greater Than a Crown
- 1925: The Wheel
- 1925: Havoc
- 1925: After Marriage
- 1925: The Best People
- 1925: When the Door Opened
- 1925: Wages for Wives
- 1926: The Yankee Señor
- 1926: Hell’s 400
- 1926: A Trip to Chinatown
- 1926: Bis zur Entscheidung (The Blue Eagle)
- 1926: Womanpower – Dot
- 1926: Breed of the Sea
- 1927: Slaves of Beauty
- 1927: Secret Studio
- 1927: Lightning
- 1927: Married Alive
- 1927: The Girl from Gay Paree
- 1927: Sonnenaufgang – Lied von zwei Menschen (Sunrise – A song of two humans)
- 1927: Was eine schöne Frau begehrt (The American Beauty)
- 1927: Streets of Shanghai
- 1928: A Woman’s Way
- 1928: Mad Hour
- 1928: The Scarlet Dove
- 1928: Der Prozeß contra X (Wheel of Chance)
- 1928: The Way of the Strong
- 1928: Say It with Sables (In Großbritannien: The Reckoning)
- 1928: Through the Breakers
- 1928: Beware of Bachelors
- 1928: His Private Life
- 1928: The Apache
- 1929: Die letzte Warnung (The Last Warning)
- 1929: Bellamy Trial
- 1929: The Girl Who Wouldn’t Wait
- 1929: Die Stimme aus dem Jenseits (The Canary Murder Case; Synchronisation für Louise Brooks)
- 1929: The Charlatan
- 1929: The Office Scandal
- 1929: Acquitted
- 1929: Der Straßensänger (Innocents of Paris)
- 1929: Tonight at Twelve
- 1929: Two O’Clock in the Morning
- 1929: Seven Keys to Baldpate
- 1930: Murder on the Roof
- 1930: For the Love o’ Lil
- 1930: What a Widow!
- 1930: Big Money (auch: Easy Money)
- 1931: The Lady Refuses
- 1931: Kiki
- 1931: God’s Gift to Women
- 1931: Leichtes Geld (Smart Money)
- 1931: Broadminded
- 1932: Call Her Savage
- 1934: The Social Register

## Veröffentlichungen
- Margaret Livingston Whiteman und Isabel Leighton: Whiteman´s Burden. New York 1933